# 遵义站

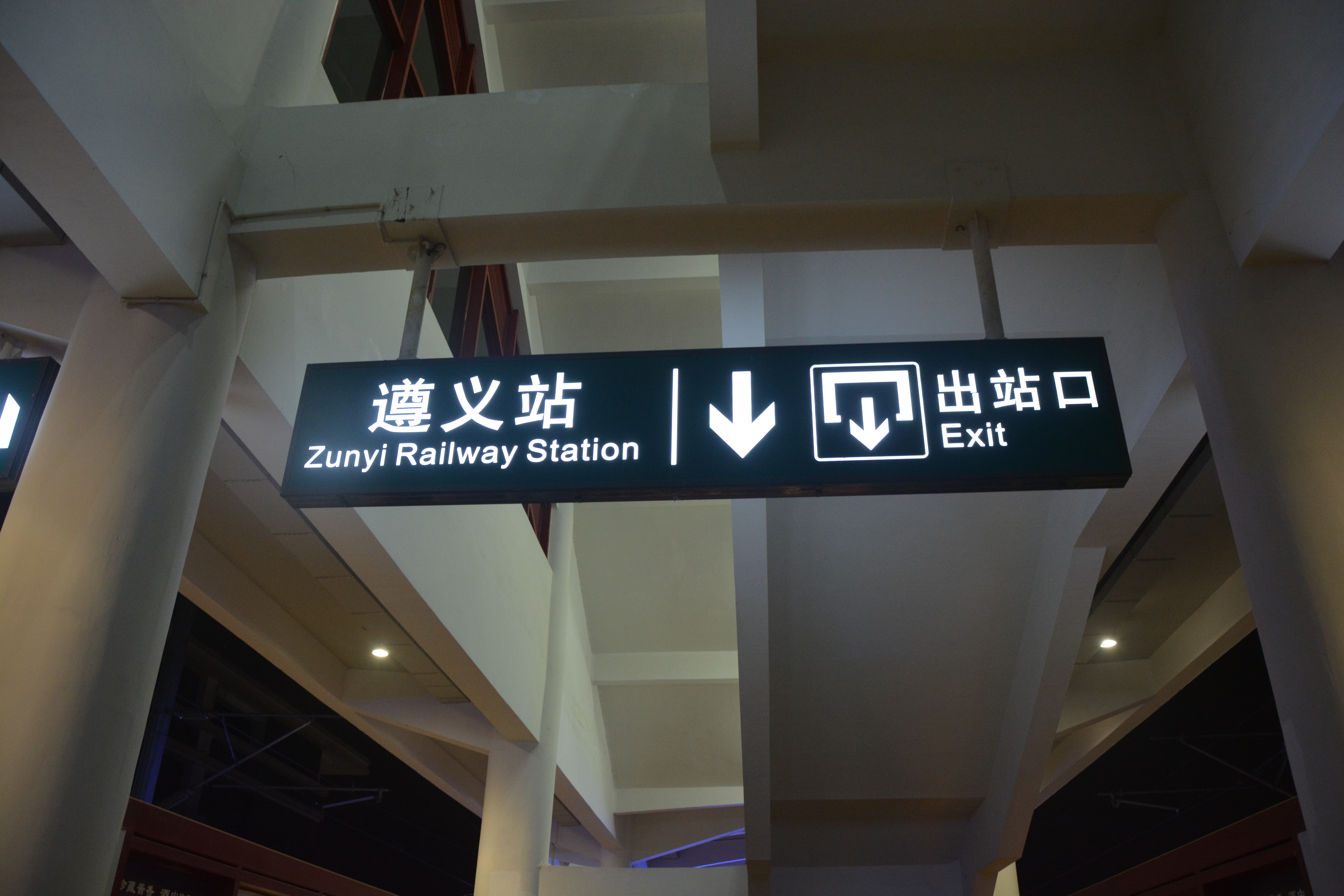
月台上的站牌

遵义站（规划建设阶段曾称遵义东站）位于贵州省遵义市红花岗区颜村，是渝贵铁路及川黔铁路的一座车站，2018年1月25日投入使用。本站是渝贵线上规模最大的中间车站。

## 车站结构
遵义站站房建筑面积11992平方米，采用仿照遵义会议会址的建筑风格，该站房已于2017年1月13日封顶。本站初期设有4座站台、7条到发线、4条通过线。